# Pueblo guna
Los gunas (anteriormente tules, kuna o cuna) son un pueblo amerindio localizado en Panamá y Colombia. Su idioma forma parte de la familia lingüística chibcha. En lengua guna, se autodenominan como dule, que significa "persona". 
Esta etnia ha aparecido en medios internacionales, al ser uno de los primeros pueblos que podrían ver afectada de manera drástica su vida por el cambio climático.

## Datos históricos
Las primeras expediciones españolas de la conquista de América en tierra firme fueron las de Alonso de Ojeda y Vasco Núñez de Balboa. Estos expedicionarios recorrieron durante 1500 y 1501 la Costa Caribe colombiana y el golfo de Urabá. En este último se establecieron todos durante bastante tiempo, y fue allí donde entraron en contacto con los indígenas guna. 
Existe amplio consenso respecto de las migraciones guna desde los bosques de este Darién oriental húmedo y el norte antioqueño de Colombia hacia el archipiélago de Guna Yala, Panamá, debido a sus guerras con sus enemigos catíos, pero principalmente debido al mal trato que les propinaban los conquistadores españoles, situación por la cual la etnia guna se aliaría luego con los expedicionarios ingleses contra los españoles, escondiéndolos en los ríos del área para atacar a los ibéricos, amenaza que la Corona respondería con una Real Orden para extinguir a los guna. 
La expedición española para su aniquilamiento, que contaba con esclavos negros e indios de servicio, logró desplazarlos hacia las cabeceras de los ríos Tuira y Chucunaque. El curso bajo del río Atrato, en Colombia, habría sido el canal propicio de esta dispersión al oriente panameño de la etnia guna. Finalmente la desplazada cultura guna sobresaldría más en Panamá que en Colombia, donde ha perpetuado sus tradiciones con éxito y se ha apropiado de la tecnología occidental.

## Dulenega

Bandera de la Revolución Guna y del efímero Estado República de Tule. El símbolo que aparece sobre la bandera de Guna Yala es una esvástica. Representa un pulpo, que según la tradición local, creó el mundo.

Bandera adoptada por el Congreso Nacional Guna en 2010 para representar el territorio de Guna Yala en todos los ámbitos comarcales, nacionales e internacionales.

Los gunas viven mayormente en el noreste de Panamá en un vasto rosario de aldeas asentadas en alrededor de 360 islas y arrecifes (con un total de 61.707 habitantes en 2000), donde poseen colectivamente tres comarcas indígenas: (Guna Yala, Madugandí y Wargandí); en las provincias de Panamá, Colón y Darién; también viven en Colombia en dos resguardos indígenas (con un total de 1.988 habitantes en 2011): Maggilagundiwala, en español Arquía, ubicado en el actual municipio de Unguía, Departamento del Chocó, y Ibggigundiwala, en español Caimán Nuevo, ubicado en municipios de Necoclí y Turbo Departamento de Antioquia, sobre la región del golfo de Urabá.
Por Ley del 4 de junio de 1870 de Colombia, fue creada la Comarca Tulenega. Con la separación de Panamá en 1903, se desconoció por completo esa ley, y su territorio se dividió en dos: una parte mayoritaria pasó a la nueva nación panameña, mientras que otra pequeña porción quedó en Colombia. La suspensión de la comarca, las concesiones bananeras y mineras y los abusos de la policía causaron gran descontento en el pueblo guna y provocaron la Revolución guna de 1925, dirigida por el Nele Kantule y Olonkitipipilele (Simral Colman). El Tratado de Paz posterior estableció el compromiso del gobierno de Panamá de proteger los usos y costumbres gunas. Los gunas, a su vez, aceptaban el desarrollo del sistema escolar oficial en las islas. La brigada policial sería expulsada del territorio indígena y todos los prisioneros liberados. Las negociaciones que pusieron fin al conflicto armado constituyeron un primer paso para recuperar la cultura que se estaba perdiendo y establecer una vía hacia una autonomía de hecho en la Comarca Guna Yala.  
La legislación sobre territorios indígenas en Panamá comenzó a ser definida con la legislación de la Comarca Guna de San Blas, en 1938, y con la definición de sus límites y administración mediante la Ley N.º 16 de 1953. Los dule se constituyeron así en el primer pueblo indígena que adquirió derechos sobre sus territorios. Desde entonces mantienen cierta autonomía político-administrativa. En 1992 el gobierno colombiano les reconoció 7500 hectáreas como resguardo indígena.
La Comarca Madugandí fue creada en 1996 (Ley N.º 24 de 12 de enero de 1996), localizada al este de la provincia de Panamá, en el área conocida como Alto Bayano. Madungandi está constituida por 12 comunidades gunas, algunas de las cuales fueron reubicadas por la construcción del Lago Bayano para el funcionamiento de la Represa e Hidroeléctrica en la década de los 70. El 7 de junio de 2000, luego de grandes conversaciones y negociaciones con todas las instancias del Estado panameño y con los colonos del lugar, la Asamblea Legislativa aprobó la Ley por medio de la cual se crea la comarca de Wargandí.

## Estructura social

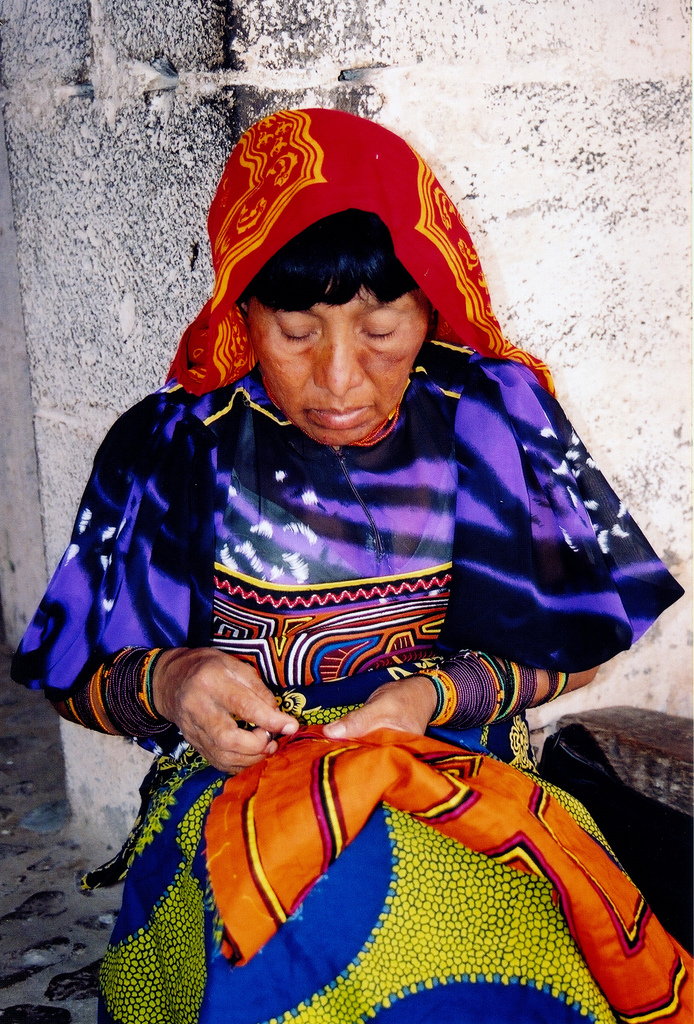
Mujer guna cosiendo una mola.

La antigua estructura social de los gunas se ha ido fortaleciendo a través de sus Congresos Locales (comunidades) y Generales (comarca), mantienen una fuerte cohesión del grupo y han podido conservar el poder de decisión sobre las actividades que se realizan en su territorio y ejercer el control sobre los recursos naturales y el aprovechamiento de otros recursos de la región.
En la actualidad la institución política fundamental del pueblo guna es la gran Casa del Congreso, Onmaked Nega, que funciona en cada comunidad y que constituye un centro consultivo, deliberativo y ejecutivo a la vez cívico y ceremonial. El mismo simbolismo de la Casa del Congreso indica que ésta es presidida pero no dominada por los Sailas, líderes de las comunidades. Existe una creciente tensión y demanda de mayor participación política de las mujeres, cuyo papel tradicional ha sido influir en los votos de los hombres de sus casas, pero una prueba de la adaptabilidad del sistema es la reciente designación de una Saila femenina. 
Existen distintos funcionarios que son elegidos por el Congreso y que contribuyen al desarrollo de la vida colectiva. Así cada Saila es acompañado por el Argar, intérprete y vocero, que debe ser un gran conocedor de la cultura para ser fiel en la traducción de los cantos sagrados que entona el Saila. Los guardias locales voluntarios, llamados Suaribgan, están encargados de mantener el orden en la comunidad y en la Casa del Congreso, convocar a las reuniones y hacer cumplir las resoluciones del Congreso, portando una especie de bastón de mando tallado con figuras sagradas y purificado por el canto de los Sailas, quienes sacralizan así ese símbolo del poder colectivo. Otros funcionarios son los Sapin Dummagan, encargados de dirigir los distintos tipos de rituales o trabajos comunales. Entre ellos está el Inna Saila que organiza el ritual de la pubertad femenina, que tiene una notable presencia en la cultura. El Neg Saila se ocupa de organizar la construcción y renovación de las viviendas de palma. El Igar Dummad es el encargado de dirigir la limpieza de los caminos, el Naynu Dummad de los trabajos en las plantaciones comunitarias y el Ur Dummad tiene a su cargo sumar los esfuerzos para el acarreo de los árboles destinados a la construcción de las canoas o cayucos. 
La principal institución aglutina a todo el pueblo guna y cuyos orígenes son aparentemente muy antiguos, es el llamado Congreso de la Cultura, Onmaked Nega Namakaled, que a partir de 1973 se reorganizó para hacer frente a las cambiantes coyunturas políticas. Dicho Congreso se reúne una a dos veces por año y a él concurren los Sailas de todas las comunidades.

## Economía

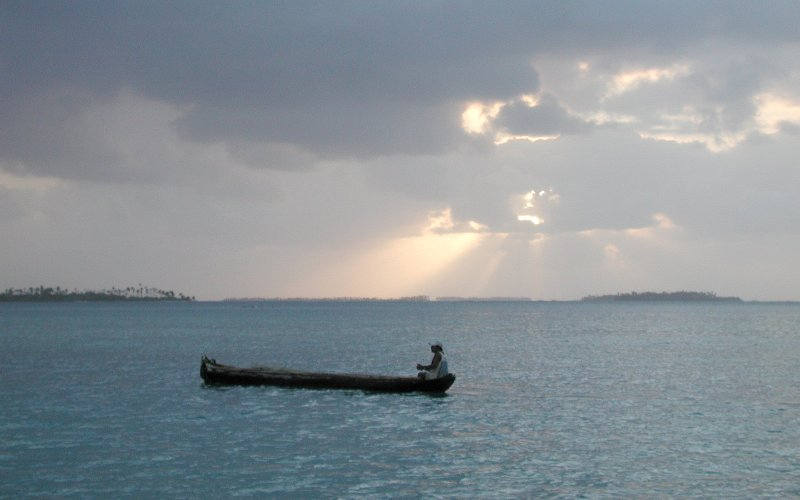
Cayuco en San Blas.

La economía está basada en la agricultura, pesca y caza, con una larga tradición de comercio internacional. Habitan casas de arquitectura sencilla en construcciones basadas en la caña pero sólidas y resistentes al vaivén del clima. Si bien los poblados son en su gran mayoría insulares, los terrenos de labor están ubicados en la cercana tierra firme, a la que se desplazan diariamente en cayucos de remo para trabajar sus cultivos. Los plátanos, cocos y el pescado forman parte de la dieta guna, suplementado con comida importada y unos animales domésticos. Los cocos, el cacao y las langostas son los productos más importantes de exportación.  
Muchas de las importaciones provienen de productos traídos en barcos colombianos que son comprados por los gunas; también les llegan importaciones de la ciudad de Panamá; el turismo ha sido una parte importante de la economía, sobre todo en Guna Yala.
Las mujeres visten hermosos atuendos de un colorido único. La confección y venta de molas les significa una fuente de ingresos. Las  molas son un tejido artístico colorido hecho con técnicas de bordado y bordado inverso. Las tablas de mola son usadas para hacer blusas del traje guna femenino, que se utiliza diariamente por muchas mujeres gunas. Mola significa en lengua guna "ropa". Según la tradición guna, el diseño de la mola fue traído por la héroe cultural Magiryai.

## Lengua

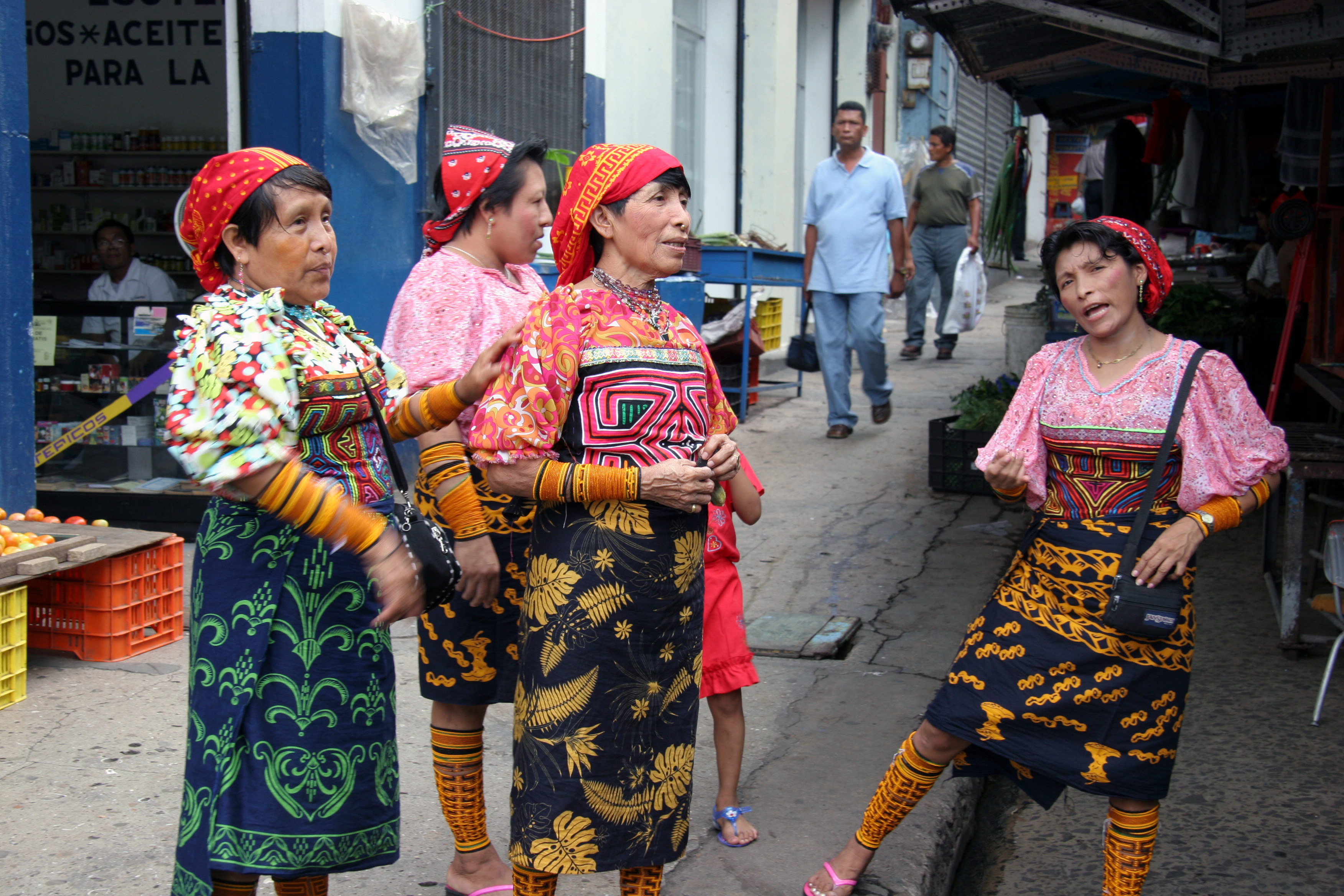

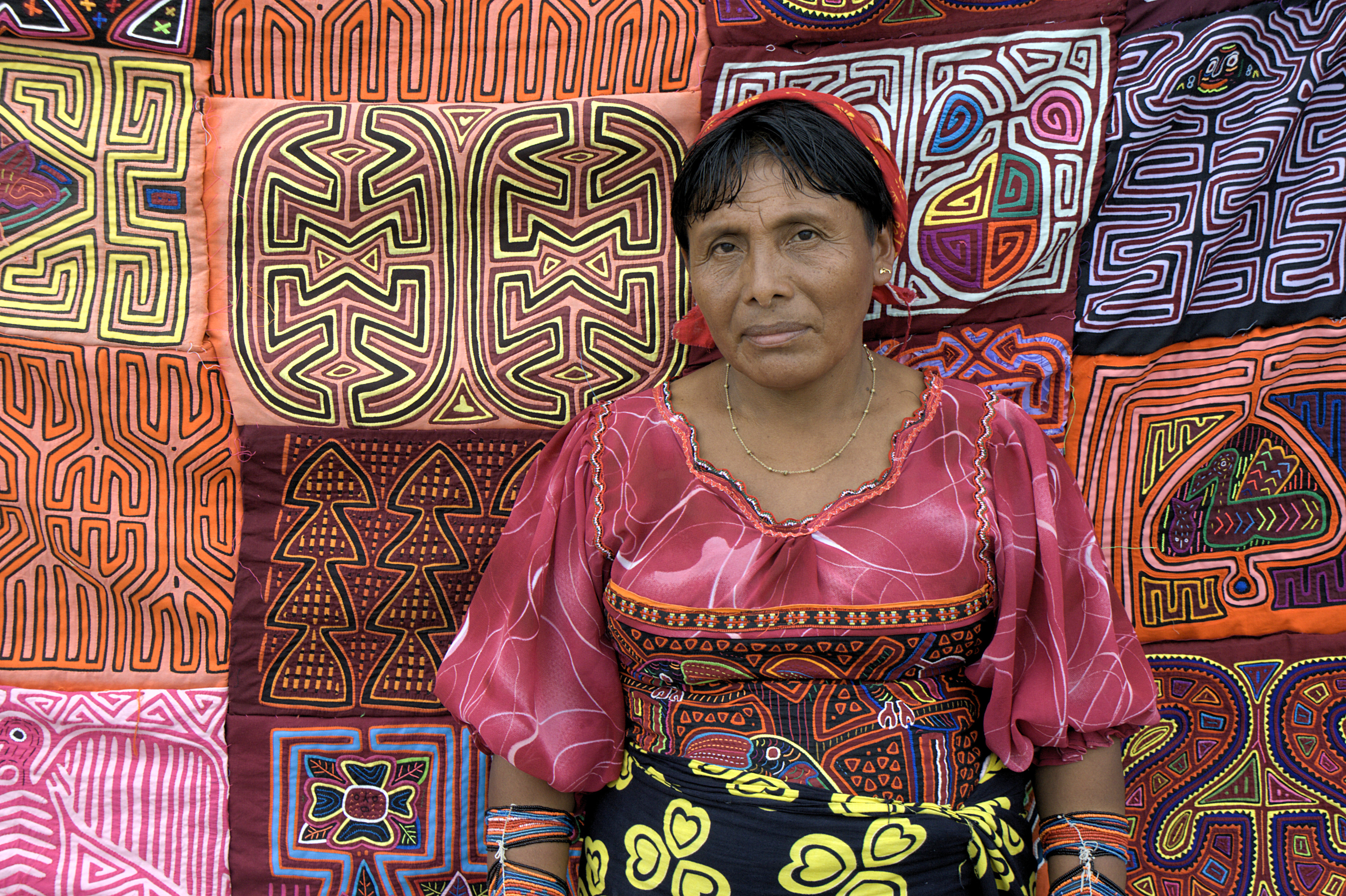

La lengua guna es una lengua indígena de la familia chibcha y cuenta entre 50,000 a 70,000 hablantes. El nombre de la lengua en guna es Dulegaya, lo que significa "lengua del pueblo guna". Es la lengua de uso diario en las comarcas y otras áreas gunas, y la mayoría de los niños hablan la lengua como lengua nativa. También se usa bastante el idioma español, sobre todo en la educación y en documentos escritos. Goza de una vitalidad bastante fuerte y tiene buenas expectativas en cuanto a su uso y evolución.

## Cultura
Al hablar sobre el origen de la danza y la música guna, es imprescindible mencionar a los dos grandes personajes promotores de la cultura guna: Olowa música guna.
Dice la tradición que todos ellos procedían de un lugar llamado Kuligun Yala, donde la música y la danza fueron desarrolladas en su máximo esplendor en las riberas del río Kuligun. Los moradores de aquel lugar se distinguieron por ser cultivadores de la madre tierra, conocedores de las montañas, los ríos y las quebradas. Asimismo aprendieron profundamente el trinar y el danzar de las diferentes especies de aves, descifraron el significado del quejido de los animales, el borboteo de los riachuelos y los chirridos de los grillos.
También cabe mencionar que, de acuerdo a la tradición, Ibeorgun, gran líder de la cultura guna, trajo consigo doce tratados de diferentes saberes gunas y así mismo nos dejó doce clases de flautas, como, por ejemplo, el Kammu ya Kortikit, el ya Barbat, el urwa kammu. Con el correr del tiempo, otras clases de danzas fueron apareciendo, y de igual manera, se fueron desarrollando los instrumentos musicales gunas hasta nuestra fecha gracias a la creatividad de los grandes conocedores de la música guna.

## Espiritualidad, ritos y religión
Espiritualmente practican sentires y convicciones de tipo trascendentalista. Se consideran “Hombres de oro" (“Olo Tule”), parte esencial de la Naturaleza y dotados de potencialidades y privilegios especiales. Según su mentalidad, la divinidad se expresa en forma de padre y de madre. Para los guna, en la naturaleza de los humanos, los animales y las plantas fluyen simultáneamente las energías femenina y masculina.
Sobre su religión es  El Bag Igala es la savia que nutre la cultura kuna, es la columna vertebral de la filosofía kuna, y lo que da el sentido a la existencia del pueblo kuna.
Por otra parte, una de las características de Bab Igala dentro de la historia oral kuna es por su actualidad.
Ritos que practican
Todos los ritos son de carácter femenino. Debido  a que ellos le dan mucho valor a  la mujer.
El primero es la ico-inna o fiesta de la aguja donde se perfora el septum de las niñas para luego colocarles la argolla de oro.
El segundo rito es la inna-suit o primer corte de cabello realizado a los cuatro o cinco años de edad y es en esta ceremonia donde la niña recibe un nombre,
Es una fiesta de gran importancia y lujo que dura varios días. Cuando termina, el "kantule" entona una canción, durante la cual se le corta el cabello a la señorita y se le da un nombre.  Este es un ritual prematrimonial, ya que después de ser celebrado la señorita podrá contraer  matrimonio.